# Max Drechsler

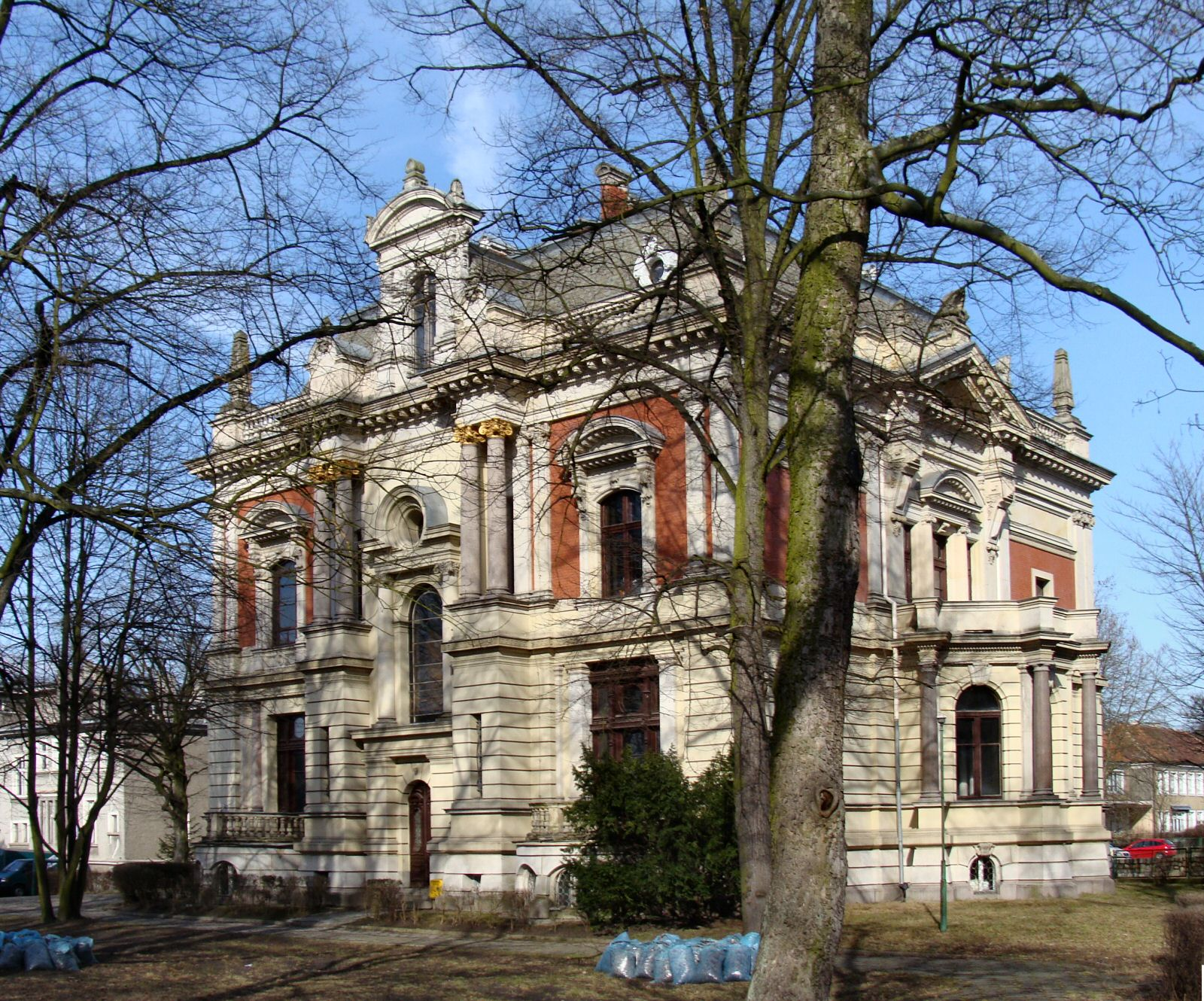
Willa Lentza

Max Drechsler (ur. w październiku 1857 w Lipsku, zm. 8 stycznia 1892 w Berlinie) – niemiecki architekt.

## Życiorys
Studiował architekturę w Szkole Rzemiosła Budowlanego (niem. Baugewerbeschule) w Lipsku, m.in. u prof. Constantina Lipsiusa. W latach 1882–1887 kształcił się w Drezdeńskiej Akademii Sztuki, którą ukończył ze złotym medalem. Już jako student architektury współpracował przy wznoszeniu gmachów z administracją państwową na Pomorzu. W 1887 osiedlił się na stałe w Szczecinie, gdzie został zatrudniony w administracji garnizonu.
Dziełem życia Maxa Drechslera jest Willa Lentza w Szczecinie, wielostylowa, pełna przepychu, zbudowana w latach 1888–1889 dla szczecińskiego fabrykanta, Augusta Lentza, właściciela Szczecińskiej Fabryki Wyrobów Szamotowych.
Na przełomie 1891 i 1892 roku Max Drechsler wyjechał służbowo do Berlina, gdzie rozwinęła się u niego ostra grypa, wskutek czego architekt zmarł

## Wybrane projekty
- Willa Lentza w Szczecinie
- Kościół św. Józefa Oblubieńca Najświętszej Maryi Panny w Szczecinie